# Alec Smit
Alec Laurentius Smit (* 15. Mai 1999 in Sittard) ist ein niederländischer Handballspieler. Derzeit steht er beim Schweizer Erstligisten Pfadi Winterthur unter Vertrag.

## Karriere
Smit spielte in den Niederlanden für den Erstligisten OCI-Lions. In der Saison 2015/16 nahm er mit den Lions am Qualifikationsturnier für die EHF Champions League teil. Nach der verpassten Qualifikation spielte Smit mit den Lions in dieser Saison im EHF-Pokal. In der Saison 2016/17 spielte er mit den Lions erneut im EHF-Pokal und wurde niederländischer Meister und Supercupsieger. Zur Saison 2017/18 wechselte Smit zum deutschen Zweitligisten HSG Nordhorn-Lingen. 2019 stieg er mit Nordhorn in die Bundesliga auf. Im Dezember 2019 wechselte er zum dänischen Erstligisten SønderjyskE Håndbold. Auf die Saison 2024 zog er weiter zum Schweizer Erstligisten Pfadi Winterthur.
Smit hat Spiele für die niederländischen Jugend-, Junioren- und A-Nationalmannschaften bestritten. Er stand im Kader für die Europameisterschaft 2024 und belegte mit den Niederlanden den 12. Platz. Bei der Weltmeisterschaft 2025 warf er zwei Tore in drei Spielen und belegte mit dem Team den 12. Platz.

## Privates
Smit hat das Abitur gemacht.